# Maratona aquática no Campeonato Mundial de Esportes Aquáticos de 2019 - 5 km masculino
Os 5 km da maratona aquática masculina é um dos eventos do Campeonato Mundial de Esportes Aquáticos de 2019 que foi realizado no dia 13 de julho de 2019, em Gwangju, na Coreia do Sul. 

## Medalhistas
| Ouro                    | Prata                | Bronze            |
| Kristóf Rasovszky (HUN) | Logan Fontaine (FRA) | Eric Hedlin (CAN) |

## Resultados
A prova foi realizada no dia 13 de julho às 08:00. 
| Pos.              | Nadador              | Nacionalidade  | Tempo     |
| ----------------- | -------------------- | -------------- | --------- |
| Medalha de ouro   | Kristóf Rasovszky    | Hungria        | 53:22.1   |
| Medalha de prata  | Logan Fontaine       | França         | 53:32.2   |
| Medalha de bronze | Eric Hedlin          | Canadá         | 53:32.4   |
| 4                 | Matěj Kozubek        | Chéquia        | 53:33.6   |
| 5                 | Domenico Acerenza    | Itália         | 53:34.0   |
| 6                 | Dániel Székelyi      | Hungria        | 53:34.4   |
| 7                 | Bailey Armstrong     | Austrália      | 53:34.8   |
| 8                 | Kirill Abrosimov     | Rússia         | 53:35.5   |
| 9                 | Hayden Cotter        | Austrália      | 53:35.5   |
| 10                | Guillem Pujol        | Espanha        | 53:35.8   |
| 11                | Krzysztof Pielowski  | Polónia        | 53:36.9   |
| 12                | Michael Brinegar     | Estados Unidos | 53:37.1   |
| 13                | Qiao Zhongyi         | China          | 53:37.6   |
| 14                | Brennan Gravley      | Estados Unidos | 53:37.8   |
| 15                | Damien Joly          | França         | 53:40.2   |
| 16                | Raben Dommann        | Canadá         | 53:40.5   |
| 17                | Marcello Guidi       | Itália         | 53:41.0   |
| 18                | Niklas Frach         | Alemanha       | 53:41.8   |
| =19               | Yuval Safra          | Israel         | 53:41.9   |
| =19               | David Castro         | Equador        | 53:41.9   |
| 21                | Pepijn Smits         | Países Baixos  | 53:42.4   |
| 22                | Michael McGlynn      | África do Sul  | 53:42.4   |
| 23                | Sören Meißner        | Alemanha       | 53:43.1   |
| 24                | Daniel Delgadillo    | México         | 53:43.6   |
| =25               | Denis Adeev          | Rússia         | 53:43.6   |
| =25               | Fernando Ponte       | Brasil         | 53:43.6   |
| 27                | Tamás Farkas         | Sérvia         | 53:44.5   |
| 28                | Rafael Gil           | Portugal       | 53:45.7   |
| 29                | Yonatan Rosin        | Israel         | 53:45.8   |
| 30                | Vít Ingeduld         | Chéquia        | 53:46.1   |
| 31                | Vitaliy Khudyakov    | Cazaquistão    | 53:48.3   |
| 32                | David Brandl         | Áustria        | 53:50.1   |
| 33                | David Farinango      | Equador        | 53:50.4   |
| 34                | Raúl Santiago        | Espanha        | 53:52.8   |
| 35                | Wilder Carreno       | Venezuela      | 53:53.1   |
| 36                | Diogo Villarinho     | Brasil         | 53:55.4   |
| 37                | William Thorley      | Hong Kong      | 53:56.2   |
| 38                | Tiago Campos         | Portugal       | 53:57.2   |
| 39                | Mathieu Ben Rahou    | Marrocos       | 53:59.9   |
| 40                | Tomáš Peciar         | Eslováquia     | 54:00.7   |
| 41                | Marwan El-Amrawy     | Egito          | 54:00.7   |
| 42                | Gordon Mason         | Reino Unido    | 54:01.0   |
| 43                | Christopher McGlynn  | África do Sul  | 54:06.2   |
| 44                | Rodrigo Caballero    | Bolívia        | 54:08.0   |
| 45                | Cheng Long           | China          | 54:18.7   |
| 46                | Fernando Betanzos    | México         | 56:25.1   |
| 47                | Maximiliano Paccot   | Uruguai        | 56:26.1   |
| 48                | Baek Seung-ho        | Coreia do Sul  | 57:05.3   |
| 49                | Keith Sin            | Hong Kong      | 58:21.6   |
| 50                | Simon Bachmann       | Seicheles      | 58:32.0   |
| 51                | Amadou Ndiaye        | Senegal        | 59:57.2   |
| 52                | Cho Jae-hoo          | Coreia do Sul  | 59:57.8   |
| 53                | Sander Paavo         | Estónia        | 1:00:05.8 |
| 54                | Zedheir Torrez       | Bolívia        | 1:00:36.2 |
| 55                | Cristofer Lanuza     | Costa Rica     | 1:00:38.9 |
| 56                | Rinel Pius           | Estónia        | 1:01:51.4 |
| 57                | Santiago Reyes       | Guatemala      | 1:01:51.7 |
| 58                | João Duarte          | Angola         | 1:04:05.5 |
| 59                | Kenessary Kenenbayev | Cazaquistão    | 1:04:41.7 |
| 60                | Dean Hoffman         | Seicheles      | 1:05:33.5 |
| 61                | Mohamed Ibrahim      | Sudão          | OTL       |